# كاري (كارولاينا الشمالية)
كاري (بالإنجليزية: Cary, North Carolina)‏ هي بلدة أمريكية تقع في الولايات المتحدة في كارولاينا الشمالية. يقدر عدد سكانها بـ 151,088 نسمة ومساحتها 143.6 كم2 وترتفع عن سطح البحر 146 متر.

## التركيبة السكانية
حدّد مكتب تعداد الولايات المتحدة بيانات التركيبة السكانية لكاري في تعداد الولايات المتحدة. في ما يلي، التركيبة السكانية حسب تعدادي 2000 و2010.

### تعداد عام 2000
بلغ عدد سكان كاري 94,536 نسمة بحسب تعداد عام 2000، وبلغ عدد الأسر 34,906 أسرة وعدد العائلات 25,146 عائلة مقيمة في البلدة. في حين سجلت الكثافة السكانية 608.9 نسمة لكل كيلومتر مربع (1,577.0/ميل2). وبلغ عدد الوحدات السكنية 36,863 وحدة بمتوسط كثافة قدره 237.4 لكل كيلومتر مربع (614.9/ميل2).
وتوزع التركيب العرقي للبلدة بنسبة 82.17% من البيض و6.15% من الأمريكيين الأفارقة و0.27% من الأمريكيين الأصليين و8.08% من الأمريكيين ذوي الأصول الآسيوية و0.03% من سكان جزر المحيط الهادئ و1.47% من الأعراق الأخرى و1.83% من عرقين مختلطين أو أكثر و4.28% من الهسبانيون أو اللاتينيون من أي عرق.
بلغ عدد الأسر 34,906 أسرة كانت نسبة 42.9% منها لديها أطفال تحت سن الثامنة عشر تعيش معهم، وبلغت نسبة الأزواج القاطنين مع بعضهم البعض 63.3% من أصل المجموع الكلي للأسر، ونسبة 6.3% من الأسر كان لديها معيلات من الإناث دون وجود شريك، بينما كانت نسبة 2.5% من الأسر لديها معيلون من الذكور دون وجود شريكة وكانت نسبة 28% من غير العائلات. تألفت نسبة 21% من أصل جميع الأسر من عدة أفراد يعيشون في نفس المنزل ونسبة 3% كانت تتألف من شخص يعيش بمفرده يبلغ من العمر 65 عاماً أو أكثر. وبلغ متوسط حجم الأسرة المعيشية 2.69، أما متوسط حجم العائلات فبلغ 3.18.
بلغ العمر الوسطي للسكان 33.7 عاماً. وكانت نسبة 29% من القاطنين تحت سن الثامنة عشر، وكانت نسبة 6.6% بين الثامنة عشر والرابعة والعشرين عاماً، ونسبة 38.5% كانت واقعةً في الفئة العمرية ما بين الخامسة والعشرين والرابعة والأربعين عاماً، ونسبة 20.4% كانت ما بين الخامسة والأربعين والرابعة والستين، ونسبة 4.9% كانت ضمن فئة الخامسة والستين عاماً فما فوق. يوجد لكل 100 أنثى 99.7 ذكر، ويوجد لكل 100 أنثى في الثامنة عشر من عمرها فما فوق 98.0 ذكر.
بلغ متوسط دخل الأسرة في البلدة 54,397 دولارًا، أما متوسط دخل العائلة فبلغ 61,623 دولارًا. وكان متوسط دخل الذكور 37,977 دولارًا مقابل 33,795 دولارًا للإناث. وسجل دخل الفرد الخاص بالبلدة 25,235 دولارًا. وكانت نسبة 4.5% من العائلات ونسبة 8.4% من السكان تحت خط الفقر، وكان من هؤلاء نسبة 9.6% تحت سن الثامنة عشر ونسبة 0.7% في الخامسة والستين من العمر وما فوق.

### تعداد عام 2010
بلغ عدد سكان كاري 135,234 نسمة بحسب تعداد عام 2010، وبلغ عدد الأسر 51,791 أسرة وعدد العائلات 36,344 عائلة مقيمة في البلدة. في حين سجلت الكثافة السكانية 871.1 نسمة لكل كيلومتر مربع (2,256.1/ميل2). وبلغ عدد الوحدات السكنية 55,303 وحدة بمتوسط كثافة قدره 356.2 لكل كيلومتر مربع (922.6/ميل2).
وتوزع التركيب العرقي للبلدة بنسبة 73.14% من البيض و7.98% من الأمريكيين الأفارقة و0.41% من الأمريكيين الأصليين و13.06% من الأمريكيين ذوي الأصول الآسيوية و0.03% من سكان جزر المحيط الهادئ و2.78% من الأعراق الأخرى و2.59% من عرقين مختلطين أو أكثر و7.66% من الهسبانيون أو اللاتينيون من أي عرق.
بلغ عدد الأسر 51,791 أسرة كانت نسبة 40% منها لديها أطفال تحت سن الثامنة عشر تعيش معهم، وبلغت نسبة الأزواج القاطنين مع بعضهم البعض 59.3% من أصل المجموع الكلي للأسر، ونسبة 7.9% من الأسر كان لديها معيلات من الإناث دون وجود شريك، بينما كانت نسبة 3% من الأسر لديها معيلون من الذكور دون وجود شريكة وكانت نسبة 29.8% من غير العائلات. تألفت نسبة 23.9% من أصل جميع الأسر من عدة أفراد يعيشون في نفس المنزل ونسبة 5.7% كانت تتألف من شخص يعيش بمفرده يبلغ من العمر 65 عاماً أو أكثر. وبلغ متوسط حجم الأسرة المعيشية 2.61، أما متوسط حجم العائلات فبلغ 3.15.
بلغ العمر الوسطي للسكان 36.6 عاماً. وكانت نسبة 27.7% من القاطنين تحت سن الثامنة عشر، وكانت نسبة 6.3% بين الثامنة عشر والرابعة والعشرين عاماً، ونسبة 30.5% كانت واقعةً في الفئة العمرية ما بين الخامسة والعشرين والرابعة والأربعين عاماً، ونسبة 26.8% كانت ما بين الخامسة والأربعين والرابعة والستين، ونسبة 8.6% كانت ضمن فئة الخامسة والستين عاماً فما فوق. وتوزع التركيب الجنسي للسكان بنسبة 48.7% ذكور و51.3% إناث.

## المدن التوأمة
مدن ماركام، لي توكيوت وسين شو هي مدن توأمة لـكاري (كارولاينا الشمالية).

## أعلام
- جيم جونسون
- والتر هاينز بيج
- أنوب ديساي
- كيث واين
- كيندال فليتشير